# Suzan Shown Harjo
Suzan Shown Harjo (ur. 1945) – amerykańska działaczka na rzecz praw Indian.

## Życiorys
Wychowywała się w Oklahomie. Gdy miała 12 lat, zamieszkała wraz z rodziną w Neapolu, gdzie jej ojciec stacjonował w armii amerykańskiej. Po powrocie do USA pracowała przy produkcjach radiowych i teatralnych w Nowym Jorku. W 1974 roku przeniosła się do Waszyngtonu, gdzie była zatrudniona jako łącznik w dwóch firmach prawniczych zajmujących się prawami Indian. W 1978 roku prezydent Jimmy Carter mianował ją na stanowisko łącznika z Kongresem (congressional liaison) w sprawach Indian. W 1984 roku założyła organizację The Morning Star Institute. Jej mężem był Frank Ray Harjo, współproducent programu radiowego "Seing Red", z którym ma dwoje dzieci. 24 listopada 2014 roku otrzymała Medal Wolności.